# 1949 en science-fiction
| Années de la science-fiction : 1946 - 1947 - 1948 - 1949 - 1950 - 1951 - 1952    |
| Décennies de la science-fiction : 1910 - 1920 - 1930 - 1940 - 1950 - 1960 - 1970 |

L'année 1949 a été marquée, en matière de science-fiction, par les événements suivants.

## Naissances et décès

### Naissances
- 22 janvier : Michael Reaves, écrivain américain, mort en 2023.
- 25 août: Martin Amis, écrivain britannique, mort en 2023.
- 2 novembre : Lois McMaster Bujold, écrivain américaine.
- 24 novembre : Erwin Neutzsky-Wulff, écrivain danois.

## Événements
- Fondation et première publication de The Magazine of Fantasy & Science Fiction (souvent appelé Fantasy and Science Fiction or F&SF), magazine américain de science-fiction ; il paraît pour la première fois sous le nom de The Magazine of Fantasy ; à la deuxième parution, le terme and Science Fiction apparaît dans le titre.

## Prix
La plupart des prix littéraires de science-fiction actuellement connus n'existaient alors pas.

## Parutions littéraires

### Romans
- 1984 par George Orwell.
- L'Univers en folie par Fredric Brown.

### Nouvelles
- Barton appelle Barton par Ray Bradbury.
- Une date à retenir par William F. Temple.

## Sorties audiovisuelles

### Films
- N'oubliez pas la formule par Charles Barton.